# Max Delbrück
Max Ludwig Henning Delbrück (Berlin, 4. rujna, 1906. – 9. ožujka, 1981.) bio je njemačko-američki biofizičar koji je 1969.g. dobio Nobelovu nagradu za fiziologiju ili medicinu zajedno s Alfred D. Hersheyem i Salvador E. Luriom.
Za vrijeme svoga boravka u SADu, tijekom drugog svjetskog rata, zajedno sa Salvador Luriom, pokazao je da bakterijska rezistencija na zarazu virusima, nastaje slučajnom mutacijom, a ne prilagodbenim promjenama.
To istraživanje, poznato kao pokus Luria-Delbrück, značajno je i po korištenju matematike u kvantitativnima predviđanjima rezultata koje možemo očekivati na alternativnim modelima. 

## Vanjske poveznice
- Nobelova nagrada - životopis